# Forcipomyia squamosa
Forcipomyia squamosa är en tvåvingeart som beskrevs av Lutz 1914. Forcipomyia squamosa ingår i släktet Forcipomyia och familjen svidknott. Inga underarter finns listade i Catalogue of Life.